# US Sanremese Calcio
US Sanremese Calcio 1904 is een Italiaanse voetbalclub uit San Remo, in Ligurië.
De club werd opgericht in 1904 en de officiële clubkleuren zijn blauw, wit en zwart.
Sanremese speelde voor het laatst in de Serie B in 1937-38 tot 1939-40.
In 2009 is de Ospedaletti-Sanremo verandert naam in Sanremese Calcio 1904 en in de competitie 2009-10 win de regionale Eccellenza.
In de zomer van 2010 speelt niet in Serie D aangezien het team de toelating verkregen direct in Lega Pro Seconda Divisione groep A voor 2010/2011. In het seizoen 2010-2011 stopte de club ermee; in 2012 werd ze opnieuw opgericht.